# Xavier Miserachs
Xavier Miserachs Ribalta (Barcelona, 12 de julio de 1937 - Badalona, 14 de agosto de 1998) fue un fotógrafo español. Estudió medicina en la Universidad de Barcelona, pero dejó los estudios para dedicarse a la fotografía. Expuso en Barcelona desde 1956.[cita requerida] Su obra tiene reminiscencias del neorrealismo y es representativa de los años 1950 y 1960, al final de la autarquía económica española. En sus fotografías demuestra tener una mirada propia como creador de una imagen renovada de la ciudad y de su gente. Ha sido maestro de otros fotógrafos de su generación como Colita. En 1998 recibió la Cruz de San Jorge de la Generalidad de Cataluña.
El 21 de febrero de 2011 se hizo pública la noticia de que las hijas de Miserachs depositaron el archivo de su padre en el Museo de Arte Contemporáneo de Barcelona, formado por más de 80 000 imágenes.

## Biografía
Xavier Miserachs nació en Barcelona el 12 de julio de 1937, en plena guerra civil española, hijo de un hematólogo y de una bibliotecaria, Manuel Miserachs y Montserrat Ribalta. Entró en contacto con el mundo de la fotografía en el Instituto Técnico Eulàlia, donde conoció a Ramón Fabregat y su hermano Antonio. Estudió cuatro cursos de la carrera de medicina, pero la abandonó poco antes de finalizarla para dedicarse profesionalmente a la fotografía.
En 1952 se hizo socio de la Agrupación Fotográfica de Cataluña, donde conoció a Oriol Maspons, con quien estableció una muy buena amistad. En 1957 presentó su primera exposición en la sede de la Agrupación Fotográfica de Cataluña, junto con Ricard Terré y Ramón Masats. En 1959 expusieron juntos de nuevo en la Sala Aixelà de Barcelona. A partir de ese momento comenzó, de hecho, su actividad profesional. En 1959 hizo el cartel del Premio Formentor de la editorial Seix Barral. El mismo 1959, Xavier Busquets le encargó un trabajo sobre el emplazamiento donde se construiría el Colegio de Arquitectos de Cataluña para orientar a Picasso en sus dibujos de la fachada.
En 1961, al volver de realizar el servicio militar, Miserachs quiso independizarse profesionalmente, e instaló su primer estudio en la casa David de la calle Tuset de Barcelona. Empezó alternando trabajos por encargo y sus obras de autor, que más adelante compiló en libros como Barcelona Blanco y Negro, con 400 fotografías relatando la recuperación económica en la capital catalana, o Costa Brava Show .
Durante la década de 1960 también ejerció de reportero en revistas como Actualidad Española . En 1968 firmó un contrato de exclusividad con la Revista Triunfo. También le publicaron varios reportajes en medios como La Vanguardia, Gaceta Ilustrada, Interviú, Bazaar o Magazin, entre otros. Fue así como pudo presenciar acontecimientos como Mayo de 1968 en Francia, Londres de los Beatles o la Primavera de Praga. También viajó por un gran número de países como Francia (París), Reino Unido (Londres), Camerún, Estados Unidos (Nueva York), Marruecos, Uganda, Somalia, Irán, Costa de Marfil, Guinea, Senegal y el Sudeste asiático. Miserachs, además, trabajó haciendo reportajes y también se dedicó principalmente a la fotografía.
En enero de 1967 colaboró en la fundación de la Escola Eina, donde fue uno de los primeros profesores de fotografía. Ocasionalmente colaboró con la selección musical de la discoteca Bocaccio, entonces lugar de reunión por excelencia de la gauche divine. En 1997 publicó su libro de memorias Hojas de contacto, con el que ganó un premio Gaziel.
Xavier Miserachs murió el 14 de agosto de 1998 con 61 años en el Hospital Germans Trias i Pujol de Badalona a causa de un cáncer de pulmón.

## Obra

### Marco histórico
Xavier Miserachs es un exponente de las aportaciones artísticas de los años cincuenta y sesenta, periodo fronterizo que sintetizó la evolución hacia la madurez del medio fotográfico[cita requerida] y que marcaría muchas de las tendencias que seguirían después. Su fotografía tiene reminiscencias estilísticas del neorrealismo. El hecho de que tomara gran parte de sus imágenes justamente durante la época de recuperación económica y política[cita requerida] como fueron los años 50 y 60 en España, además, convierte su legado fotográfico en testimonio no sólo estético, sino también documental de un momento histórico muy específico.

### Influencias
Los años 50 están considerados como los de la consolidación de la expresión en fotografía,[cita requerida] los de la consecución de una retórica expresiva que da supremacía al contenido. Los hitos de este periodo son la publicación del libro Images à la sauvette de Henry Cartier-Bresson (1952), o Les Américains en París de Robert Frank (1958, con prólogo de Jack Kerouac). William Klein publicó una serie de libros sobre ciudades: Nueva York(1956), Roma(1958), Moscú(1964) y Tokio(1964). Otra influencia fue la exposición The Family of Man celebrada en MoMA de Nueva York en 1955.
En esta época se consolidó el concepto moderno del reportaje fotográfico, diferenciado del fotoperiodismo y de la fotografía documental, en cuanto al alcance y el concepto. El reportaje fotográfico implica más la idea de relato: un trabajo que quiere más dedicación de tiempo, un esfuerzo de interpretación de una situación y que culmina en un conjunto de imágenes. Esto implica, por un lado, la reivindicación del fotógrafo para opinar, lo que le otorgará estatus de autor; el autor propone, pues, una interpretación propia de la realidad.[cita requerida] Por otro lado, el consenso que se establece entre la mayoría de fotógrafos es que el vehículo natural de la imagen fotográfica es la página impresa. Esto supuso que revistas como Life, Paris-Match , Sterno Época alcanzaran el máximo esplendor en este periodo.
El período se concluyó con una inclinación hacia la fotografía aplicada, en detrimento de una fotografía artística, reforzando el carácter utilitario de la imagen fotográfica: su misión es necesario situarla en el periodismo, la publicidad, la moda, el diseño o la ciencia. Esta servidumbre, no los eximía de calidad creativa ni de su valoración artística, como valoraba Walter Benjamin.

### Características

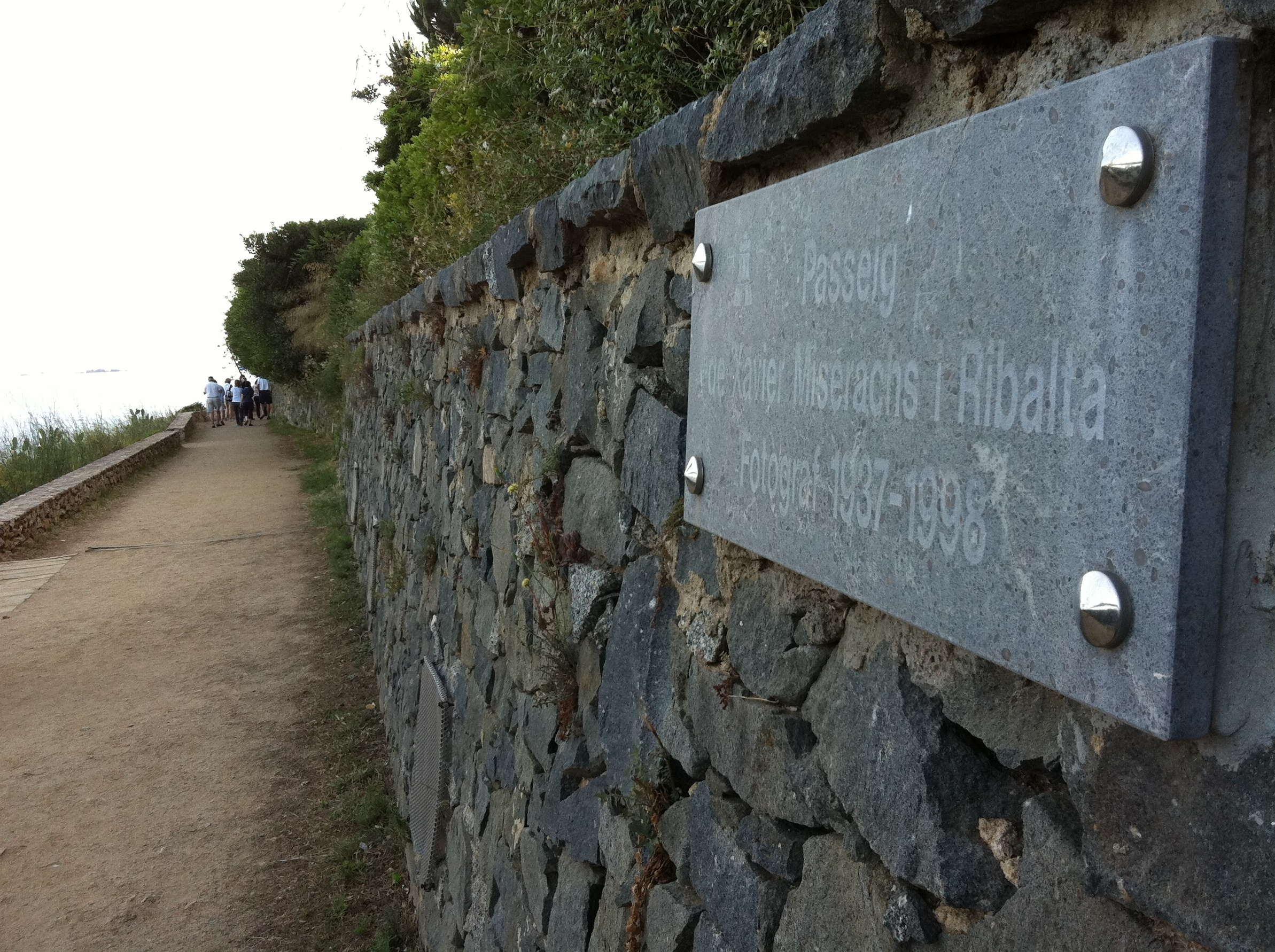
Paseo de Xavier Miserachs en el camino de ronda de Calella de Palafrugell

Xavier Miserachs fue el miembro más joven de un grupo de fotógrafos catalanes encabezados -por edad y maestría- por Francesc Català-Roca (1922) y que también incluía nombres como Oriol Maspons (1928), Ricard Terré (1928), Paco Ontañon (1930), Leopoldo Pomés (1930) y Ramón Masats (1931).
En aquellos tiempos la única revista especializada era Arte Fotográfico, fundada por el mallorquín Ignacio Barceló en 1952 y dirigida al mundo amateur. Aquí se dio a conocer Josep M. Casademont, quien asumiría el papel de teórico y promotor entre los fotógrafos catalanes. En 1963 publicó su propia revista, Imagen y Sonido, llevando al mismo tiempo la dirección de la Sala Aixelà de Barcelona, por donde desfilaron los fotógrafos más conocidos del momento. Casademont describe la obra del grupo neorrealista:

Para nosotros la fotografía era un problema alimentario, no era un problema existencial o espiritual. Era el problema de poder vivir practicando la profesión que habíamos escogido. Ya sé que la manifestación plástica posterior podía dar a entender que denunciábamos un estado de injusticia, de miseria ... Pero no, nada, mentira. A lo que de verdad aspirábamos era a convertirnos en fotógrafos profesionales. Nos parecía una aspiración muy honorable y nos sublevaba que la sociedad no nos diera unos mecanismos para acceder. Que luego hubiera una concreción particular de todo esto, que en vez de escapar por ejemplo por la vía del surrealismo nos escapèssim por la vía de la crítica social, creo que es puramente accidental.
Josep M. Casademont

El caso es que los autores, intencionadamente o no, con su visión aguda e insolente, manifestaban una ruptura con el academicismo oficial. Así, la publicación en Barcelona, de Blanco y Negroen 1964, fue un hecho relevante no sólo en la carrera de Xavier Miserachs, sino en la mirada ácida y caótica del mundo urbano, ya que completaba las Visiones de Barcelona(Wolfgang Weber, 1929 y Català-Roca, 1954) que iban más allá del carácter entrañable y pintoresco, transmitiendo una nueva sensibilidad.

### Cine
Miserachs tuvo una pequeña incursión en el mundo del cine, haciendo de cámara en algunas películas underground de sus amigos Enrique Vila-Matas, Emma Cohen y Jordi Cadena, e incluso llegó a dirigir y producir un cortometraje propio, Amén historieta muda. También hizo la foto fija de la película Juguetes rotos, dirigida por Manuel Summers, en 1966.

## Legado

### Memoriales

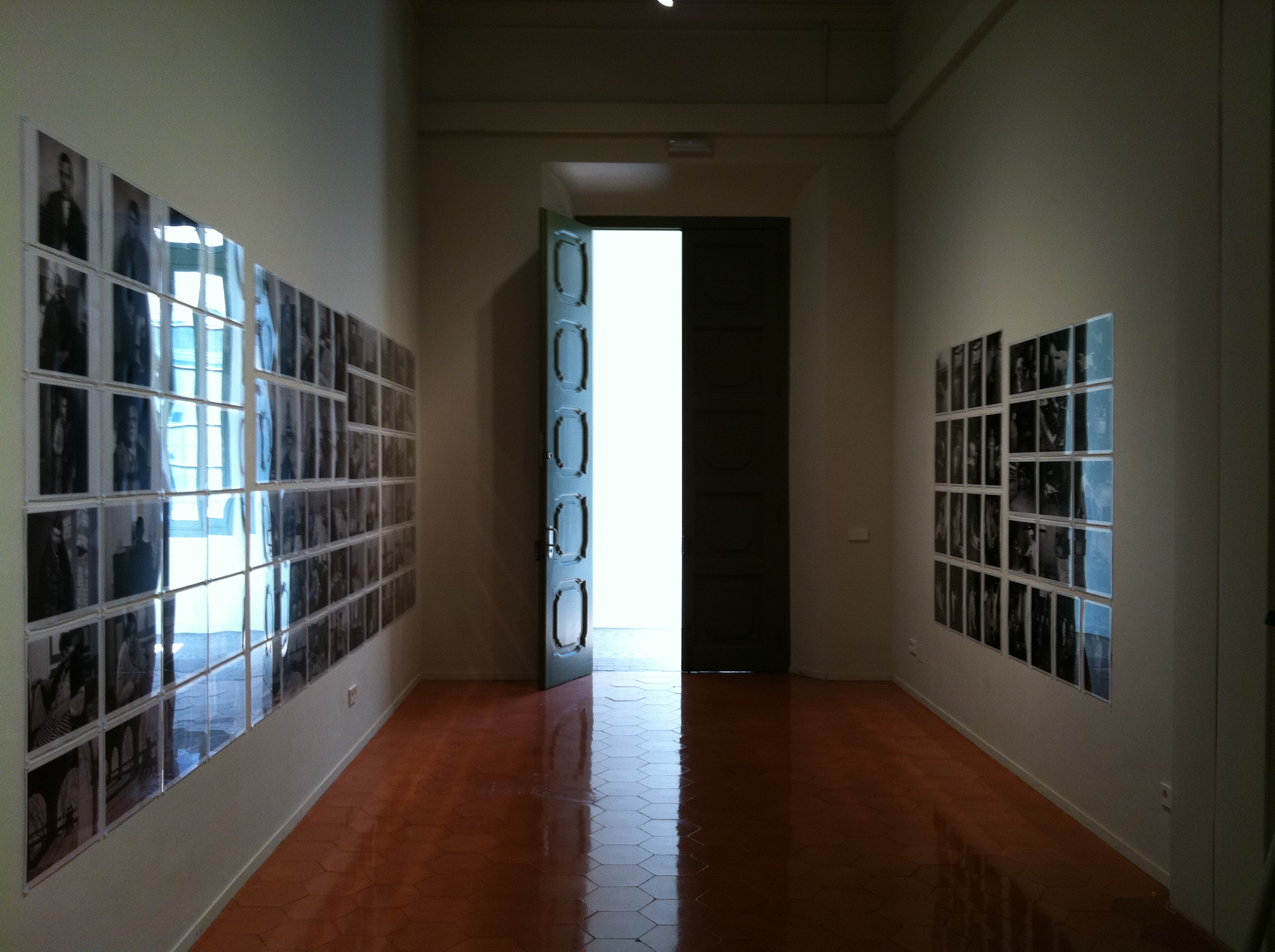
La Sala Xavier Miserachs en el Palacio de la Virreina de Barcelona

A nivel póstumo se han celebrado diversos actos y exposiciones en honor de Xavier Miserachs, y también han nombrado diferentes premios o vías con su nombre. En el año 2001 se celebró el I Premio de Fotografía Xavier Miserachs, organizado por la empresa hotelera Hotusa, que consistía un certamen de fotografía en blanco y negro sobre Barcelona, lleva el nombre del autor por su obra Barcelona en blanco y negro.
Palafrugell llamó el paseo de ronda entre las playas de Calella de Palafrugell y Llafranch con el nombre del fotógrafo, y se convirtió así en el año 1998 en la primera -y hasta el momento, la única- villa que ha llamado alguna de sus vías con el nombre del fotógrafo. También en Palafrugell se celebra desde 1999 la Bienal de fotografía Xavier Miserachs, dedicado a la fotografía documental, con la participación de 90 fotógrafos, en las ediciones de 1999, 2004, 2008 y 2010 se organizaron exposiciones específicas del autor.
En Barcelona, la sala de exposiciones de la planta baja del Palacio de la Virreina llevó entre el 17 de diciembre de 1998 y el 2010 el nombre del fotógrafo en su honor. En 2010, la Sala Xavier Miserachs se trasladó a la antigua Sala de Numismática, y la de la planta baja pasó a denominarse Virreina Lab.

### Archivo Xavier Miserachs

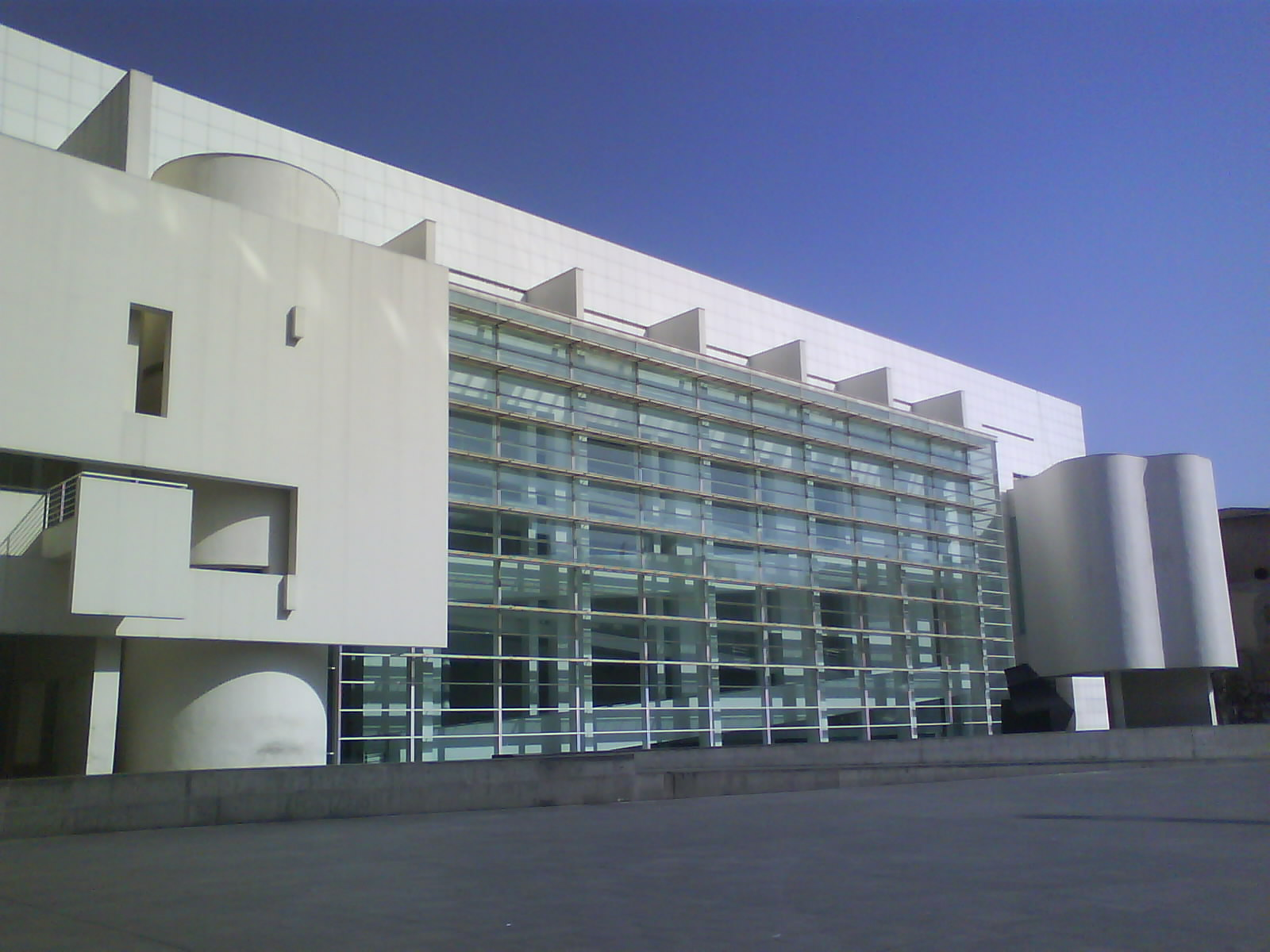
El archivo se conserva en el MACBA.

El Archivo Miserachs está constituido por aproximadamente unas 80 000 imágenes fotográficas, junto con todo tipo de documentación del fotógrafo, así como parte de su biblioteca personal. Actualmente se encuentra depositado en el Centro de Estudios y Documentación del Museo de Arte Contemporáneo de Barcelona desde el 3 de febrero de 2011 y por un periodo (renovable) de 25 años. Los primeros contactos entre el museo y la familia se realizaron en 2009. Juntos llegaron a la acuerdo que el museo custodia de las obras, las digitalizar y haría difusión, favoreciendo el estudio y la investigación del fondo, tanto a nivel universitario como a nivel popular. Uno de los hechos más destacados de este depósito fue que, a los pocos días de realizarse, el museo colgó en el popular sitio de fotografías Flickr una serie de fotografías del artista, algunas de ellas con licencia Creative Commons BY-NC-ND.
Fondo del archivo
1. 60 000 negativos
2. 20 000 diapositivas o transparencias
3. 2500 hojas de contacto
4. Cuadernos con notas personales
5. Documentación administrativa
6. Biblioteca personal (no completa)

## Libros ilustrados
Entre los libros, bastantes escritos en catalán, que llevan su trabajo fotográfico se encuentran:
| Año  | Título original                                     | Textos | Descripción | Editorial                            | Ref.                 |
| ---- | --------------------------------------------------- | --- | --- | ------------------------------------ | -------------------- |
| 1964 | Barcelona, blanc i negre y Barcelona, blanc y negro | Josep Maria Espinàs | | Aymà                                 | [ 19 ]               |
| 1966 | Costa Brava show                                    | Manuel Vázquez y Peter Coughtry | | Kairós                               | [ 20 ] [ 21 ] [ 22 ] |
| 1966 | Conversaciones en Cataluña                          | Salvador Pániker | Entrevistas a Josep Pla, Ana María Matute, José María Gironella, Salvador Espriu, José María de Porcioles, Antoni Tàpies, Josep Maria Subirachs o Salvador Dalí. | Kairós                               | [ 23 ]               |
| 1967 | Los cachorros                                       | Mario Vargas Llosa | | Lumen                                | [ 24 ]               |
| 1967 | El arte prerrománico asturiano                      | Antonio Bonet Correa | | Polígrafa                            |                      |
| 1969 | Conversaciones en Madrid                            | Salvador Pániker | Entrevistas a personajes como Camilo José Cela, Antonio Buero Vallejo, Aranguren, Sáenz de Oiza.                                                                 | Kairós                               | [ 25 ]               |
| 1978 | Andalucía Barroca                                   | Antonio Bonet Correa | | Polígrafa                            | [ 26 ]               |
| 1982 | Catalunya des del mar                               | Carlos Barral | Colección Vida i costums dels catalans. | Edicions 62                          | [ 27 ]               |
| 1984 | Aprendre a conviure                                 | Josep Maria Espinàs | Aprende a conviure. Reflexions sobre civilitat | Caixa de Sabadell                    | [ 28 ]               |
| 1985 | Catalunya a vol d'ocell                             | Carles Barral, Josep Maria Ainaud | | Edicions 62                          | [ 29 ]               |
| 1987 | Barcelona a vol d'ocell                             | Montserrat Roig | | Edicions 62                          | [ 30 ]               |
| 1987 | Passeig de Mar                                      | Xavier Febrés | Passeig de mar: la costa catalana del delta de l'Ebre a Cotlliure.                                                                                               | Ed. Plaza y Janés/Diari de Barcelona | [ 31 ]               |
| 1988 | Els barcelonins                                     | Colita, Oriol Maspons, Ana María Moix, Terenci Moix | | Edicions 62                          | [ 32 ]               |
| 1988 | Les Barcelones del Món                              | J. Nuñez, Rafael Pradas | | Caixa de Barcelona                   | [ 33 ]               |
| 1990 | Metros i Metròpolis                                 | Xavier Febrés, Mercè Sala | | Diputación de Barcelona              | [ 34 ]               |
| 1990 | Gran Teatre del Liceu                               | | Con fotografías de Ferran Freixa. | L'Avenç                              | [ 35 ]               |
| 1992 | El Gran Teatre del Liceu a Sevilla                  | Ramon Pla i Arxé | Libro hecho con motivo de la Exposición Universal de Sevilla de 1992.                                                                                            | L'Avenç                              | [ 36 ]               |
| 1997 | L'Empordà: llibre de meravelles                     | Antoni Puigverd | | Edicions 62                          | [ 37 ]               |
| 1995 | Ciutat Vella. Visions des d'una passió              | Joan Barril, Josep Maria Carandell, Josep Cuní, Arcadi Espada, Josep Maria Espinàs, Xavier Febrés, Patrícia Gabancho, Josep Maria Huertas, Josep M. Lladó, Lluís Permanyer, Alfred Rexach y Margarita Rivière. | Fotografía en color a cargo de Toni Catany y de Miserachs, Colita, Toni Catany y Leopoldo Pomés Campello.                                                        | Lunwerg                              | [ 38 ]               |
| 1997 | Fulls de contacte                                   | Xavier Miserachs | Premio Gaziel 1997, Memorias del artista. | Edicions 62                          | [ 39 ]               |
| 1998 | Girona a Quatre Vents                               | Joan Domènech i Moner | | Lunwerg                              | [ 40 ]               |
| 1998 | Criterio fotográfico                                | Xavier Miserachs | Libro de divulgación fotográfica. | Editorial Omega                      | [ 41 ]               |
| 2004 | Conversaciones en Madrid y en Cataluña              | Salvador Pániker Alemany | Reedición revisada después de la muerte del fotógrafo. | Kairós                               | [ 42 ]               |
| 2006 | Memòries de la Costa Brava                          | Rosa Regàs | Fotografías de F.Català Roca y Miserachs | Lupita Books                         | [ 43 ]               |

## Exposiciones relevantes
- 1957 - Agrupación Fotográfica de Cataluña (Barcelona), AFAL (Almería) y Real Sociedad Fotográfica de Madrid: Terré-Miserachs- Masats [44]
- 1959 - Sala Aixelà, BarcelonaTerré-Miserachs-Masats, dirigida por Josep Maria Casademont
- 1982 - Galería René Metras, Barcelona. Exposición conjunta con Leopoldo Pomés y Francesc Català-Roca. Fotografía catalana en los años 50-60[45]
- 1987 -Barcelona Metrópolis. Instalación en la Gran Vía de Barcelona de la exposición conjunta con Colita, Oriol Maspons y Francesc Català-Roca[45]
- 1991 -Grupo AFAL 1956-1991. Escuela de Artes y Oficios de Almería. Exposición colectiva, organizada por la Junta de Andalucía, la Diputación Provincial de Almería y Almediterránea'92[45]
- 1992 -Tiempo de Silencio, Centro de Arte Santa Mónica. Exposición organizada por el Departamento de Cultura de la Generalidad de Cataluña y la Fundación Caixa de Cataluña[45]
- 1992 - Fundación "la Caixa", 1 segundo y 25 centésimas. Exposición retrospectiva comisariada por Alain Dupuy
- 2000 - Colegio de Periodistas de Cataluña, (Barcelona), Xavier Miserachs, un lujo periodístico
- 2004 - Photoespaña 04. Barcelona, con Terré y Masats.[44]
- 2006 - Galería Josef Sudek (Praga), Barcelona. Blanco y Negro[46]
- 2006 - CAAC, Sevilla. El Grupo Fotográfico Afal (1956 -1963),[47] Comisariada por Laura Terré.
- 2007 - Centro Fontana de Oro (Girona), Francesc Català-Roca y Xavier Miserachs. Dos miradas al territorio de la Costa Brava[48] Comisariada por Laura Terré.
- 2008 - Galería Hartmann (Barcelona), En clave de mujer[49]

## Premios y reconocimientos
| Año  | Premio                                    | Obra premiada                | Ref.   |
| ---- | ----------------------------------------- | ---------------------------- | ------ |
| 1954 | I Trofeo Luis Navarro                     |                              | [ 50 ] |
| 1997 | II Premio Gaziel de Biografías y Memorias | Hojas de contactos. memorias | [ 51 ] |
| 1998 | Premio Cruz de San Jorge                  | Trayectoria fotográfica      | [ 52 ] |